# 張毛記電業

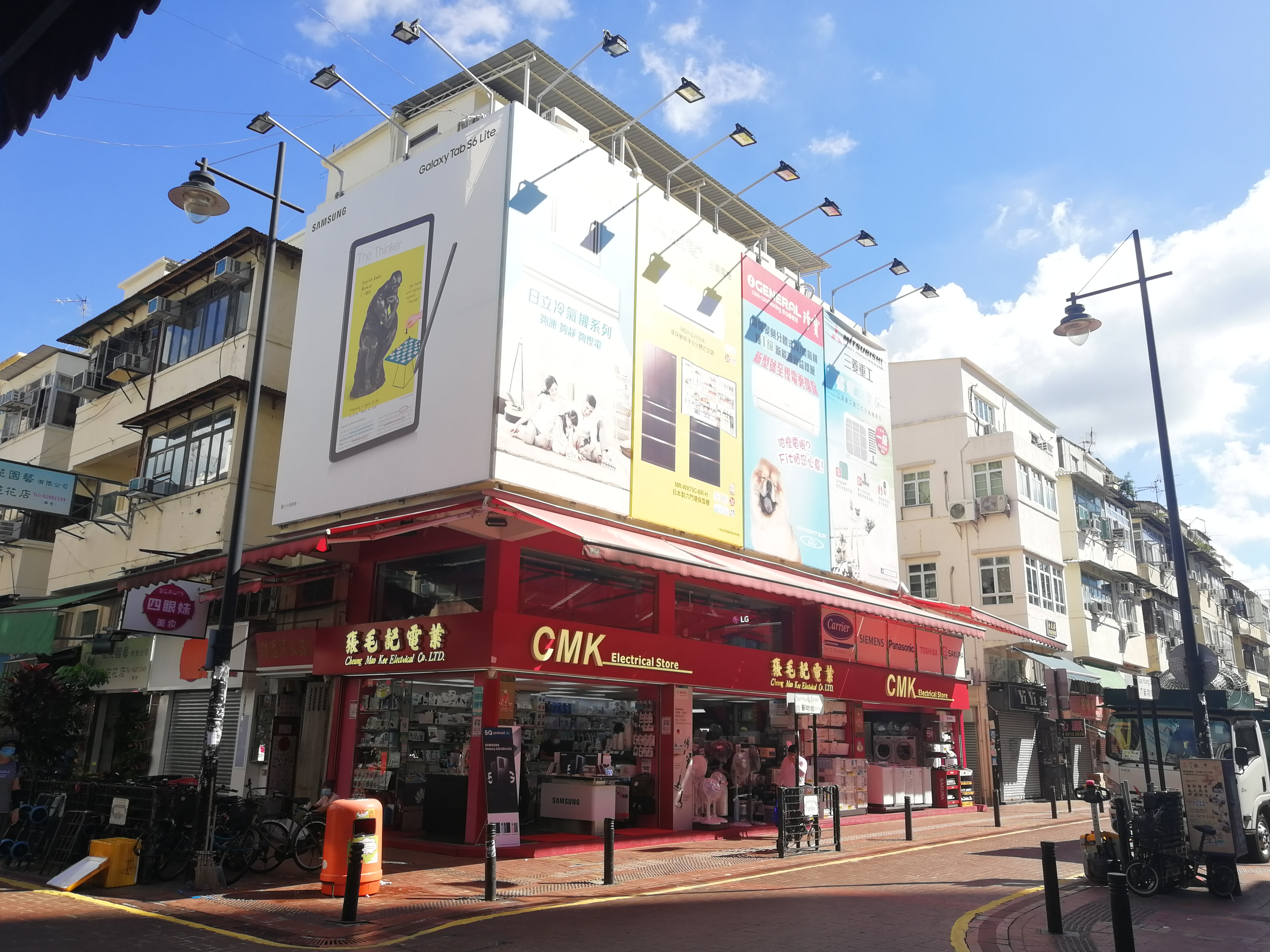
CMK張毛記上水新康街總店

張毛記電業（英語：Cheung Mao Kee Electrical Company Limited，簡稱為）是一間香港電器零售連鎖店，始創於1979年，首間店舖於上水新康街27號開設，現時更於大埔、沙田、樂富、將軍澳等多個地方設立分店。主要銷售影音、電訊產品、攝影器材及配件、家庭電器等。近年張毛記亦積極拓展其網上商店業務，其全新網上商店已於2019年6月初上線。公司總部設在新界上水。張毛記和百老匯是香港第二大電器連鎖店。

## 事件

### 電器舖離奇失竊26部iPhone
2017年，老牌家庭電器公司「張毛記」發生離奇失竊案，二十六部iPhone手機「消失」，損失逾十五萬元。現場荃灣眾安街六十八號千色匯一期CMK（張毛記）電器公司，姓陳男職員返店開舖時，發現手機櫃內有二十六部iPhone不翼而飛，懷疑遭賊人爆竊，即通知主管及報警求助,警方接報到場調查，負責人經點算後，損失該批手機總值約十五萬六千元。據悉，店內安裝有兩部防盜閉路電視，警員翻查紀錄片段，但未有任何線索，同時發覺現場無明顯搜掠痕迹，而存放手機的飾櫃亦無被撬毀，認為非一般爆竊，不排除有監守自盜的可能。

## 批評

### panasonic過萬冷氣機 安裝不當
2018年，顧客購買panasonic冷氣機後，於十日內提出退貨退款，而張毛記拒絕退貨申請，並表示會重新提供安裝服務。顧客給予足夠信任，換來的結果是一次比一次嚴重：連蓋子都合不上，導致冷氣機沒有密封，無法過濾空氣等問題出現。顧客曾致電panasonic客服，確認張毛記安裝存在一定問題。

## 分店[5]

### 新界
- 上水新康街27號 (總店)
- 粉嶺帝庭軒購物商場
- 大埔太和廣場
- 沙田禾輋廣場
- 沙田新城市廣場
- 天水圍T Town
- 屯門屯門市廣場
- 將軍澳東港城 (2家)
- 將軍澳將軍澳中心
- 將軍澳TKO Spot

### 九龍
- 樂富廣場

### 港岛
- 北角港運城商場

## 已結業分店
- 鑽石山廣場
- 上水上水廣場
- 銅鑼灣時代廣場
- 屯門卓爾商場
- 大埔大埔超級城
- 荃灣廣場2023年 10月份
- 將軍澳TKO Gateway
- 太和廣場 2025年 6月

## 外部連結
- 張毛記電業 （页面存档备份，存于）（繁體中文）
- facebook專頁 （页面存档备份，存于）（繁體中文）